# Salsola stenoptera
Salsola stenoptera är en amarantväxtart som beskrevs av Gerhard Wagenitz. Salsola stenoptera ingår i släktet sodaörter, och familjen amarantväxter. Inga underarter finns listade i Catalogue of Life.